# Gustaf Mattsson
Pour les articles homonymes, voir Mattsson.
Gustaf Isidor Mattsson, né le 8 septembre 1893 à Länna, dans la commune d'Uppsala, et mort le 15 janvier 1977 à Sundbyberg, est un athlète suédois spécialiste du fond. Affilié au Fredrikshofs IF, il mesurait 1,69 m pour 60 kg.

## Biographie

### Palmarès
| Date | Compétition           | Lieu   | Résultat | Épreuve          | Performance   |
| ---- | --------------------- | ------ | -------- | ---------------- | ------------- |
| 1920 | Jeux olympiques d'été | Anvers | 4e       | 3 000 m steeple  | 10 min 32 s 1 |
| 1920 | Jeux olympiques d'été | Anvers | 10e      | Cross individuel | 28 min 16 s 0 |
| 1920 | Jeux olympiques d'été | Anvers | 3e       | Cross par équipe | 23 pts        |

### Records
| Épreuve              | Performance   | Lieu | Date |
| -------------------- | ------------- | ---- | ---- |
| 3 000 mètres steeple | 10 min 05 s 4 |      | 1923 |